# Asociación para el Estudio del Pico del Petróleo y del Gas
La Asociación para el Estudio del auge del Petróleo y del Gas, ASPO por sus siglas en inglés (Association for the Study of Peak Oil and Gas) es una red de científicos afiliados a una amplia red de instituciones globales y universidades con un interés en la determinación de la fecha y el impacto del pico y la caída de la producción mundial de petróleo y de gas debido al límite de los recursos.

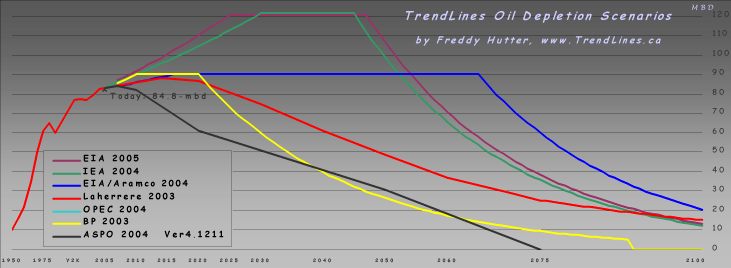
Esta gráfica de TrendLines compara la proyección ASPO para el pico de producción del petróleo y la consiguiente escasez con otro análisis publicado.

ASPO fue fundada por Colin Campbell en 2000 con Jean Laherrere, un geólogo de petróleos con quien escribió un importante artículo científico en la publicación Scientific American en 1998 titulado El fin del petróleo barato. ASPO es la organización más importante e influyente que apoya la teoría del Pico del petróleo, también llamada curva de Hubbert, divisada por M. King Hubbert, la cual predice la disponibilidad de petróleo.

## Presencia internacional
AEREN es una asociación no lucrativa que representa a ASPO en España. Está presidida en la actualidad por Daniel Gómez Cañete y Pedro Prieto ocupa el cargo de vicepresidente.
ASPO Italia es la sección italiana de ASPO. Fue fundada, entre otros, por Ugo Bardi, de la que ha sido presidente, y actualmente está presidida por Luca Pardi.